# 楽浪国
楽浪国（らくろうこく、朝鮮語: 락랑국）は、北朝鮮学界が主張している朝鮮半島の平壌にあったという国である。

## 概要
北朝鮮学界は、楽浪郡が朝鮮半島にあったことを否定し、楽浪は二つあり、漢朝は実は遼東半島の遼河の楽浪を治めており、一方、平壌は紀元前三世紀から二世紀まで存在した「独立した朝鮮の国家」楽浪国だったと言っている。これは中国の楽浪郡とは無縁の、朝鮮民族による独立国家であるとも、馬韓を構成する国の一つだったとも仮定し、平壌一帯から発掘された数多くの中国系の文化を示す楽浪郡の遺跡・遺物は、楽浪国が中国から攻め取った戦利品や貿易と国際的な接触を通じて導入されたか、または偽造だとし、「決して遺物の朝鮮的特性を否定する根拠として解釈すべきではない」と主張している。
高久健二は、「楽浪郡遼寧説では、平壌には漢の楽浪郡ではなく、古朝鮮系統の勢力である『楽浪国』が存在していたとする。しかし、遼寧地域で楽浪郡関係の考古資料がまったく発見されていないのに対し、平壌一帯には漢文化の影響を受けた墳墓が多数存在する点からみて、楽浪郡遼寧説は成立し難い」と述べている。
三品彰英は、楽浪国と楽浪郡は無関係であるという主張は、後漢初期の楽浪郡の状態を無視していると批判している。
中国や日本の学界では、楽浪国と楽浪郡は同一であり、単に楽浪郡のことを楽浪国と言い換えているだけだと考えられており、楽浪国と国号を称しているのは、楽浪郡が漢朝に設置されたことを認めながらも、その地の住民は自立していたという見解であるが故にという解釈もあり、中国や日本の学界では楽浪国王とは楽浪太守のことと解される。
『三国史記』高句麗本紀・大武神王紀には、「崔氏」という中国姓を持っている楽浪国王崔理の娘の楽浪公主と大武神王の子好童の恋愛話が挿入されている。